# مونيب جوسيفز
مونيب جوسفيز (Moeneeb Josephs)، من مواليد 19 مايو 1980 في كيب تاون في جنوب أفريقيا، حارس مرمى جنوب أفريقي.
بدأ مسيرته الكروية مع نادي كيب تاون سبيرز في عام 1997، ولعب معهم حتى عام 1999، وفي عام 1999 انتقل إلى نادي أياكس كيب تاون، ولعب معهم حتى عام 2006، ومنذ عام 2006 وهو يلعب مع نادي بدفيست ويتس.
منذ عام 2003 وهو يلعب مع منتخب جنوب أفريقيا لكرة القدم.

## روابط خارجية
- مونيب جوسيفز على موقع الاتحاد الدولي (مؤرشف)  (الإنجليزية)
- مونيب جوسيفز على موقع قاعدة بيانات كرة القدم.إي يو (الإنجليزية)
- مونيب جوسيفز على موقع ناشيونال فوتبول تيمز (الإنجليزية)
- مونيب جوسيفز على موقع Soccerway.com (الإنجليزية)
- مونيب جوسيفز على موقع عالم كرة القدم.نت (الإنجليزية)
- مونيب جوسيفز على موقع كووورة